# نیکلای فدوسیف
نیکلای یِوگرافوویچ فدوسیف (به انگلیسی: Nikolai Yevgrafovich Fedoseyev) (روسی: Николай Евгрáфович Федосéев) از پیشگامان تفکر مارکسیستی در امپراتوری روسیه بود. او به دلیل نقشش در ترویج ایده‌های مارکسیستی در روسیه و تأثیرش بر لنین شناخته می‌شود.